# Distrito de Brianzón
El distrito de Brianzón es un distrito (en francés arrondissement) de Francia, que se localiza en el departamento de Altos Alpes (en francés Hautes-Alpes) de la región de Provenza-Alpes-Costa Azul. Cuenta con 7 cantones y 38 comunas.

## División territorial

### Cantones
Los cantones del distrito de Briançon son:
1. Cantón de Aiguilles
2. Cantón de L'Argentière-la-Bessée
3. Cantón de Brianzón-Norte
4. Cantón de Brianzón-Sur
5. Cantón de La Grave
6. Cantón de Guillestre
7. Cantón de Le Monêtier-les-Bains

### Comunas
| 1. Abriès (05001)                 | 2. Aiguilles (05003)                   | 3. L'Argentière-la-Bessée (05006) | 4. Arvieux (05007)                    |
| 5. Brianzón (05023)               | 6. Ceillac (05026)                     | 7. Cervières (05027)              | 8. Champcella (05031)                 |
| 9. Château-Ville-Vieille (05038)  | 10. Eygliers (05052)                   | 11. Freissinières (05058)         | 12. La Grave (05063)                  |
| 13. Guillestre (05065)            | 14. Molines-en-Queyras (05077)         | 15. Mont-Dauphin (05082)          | 16. Montgenèvre (05085)               |
| 17. Le Monêtier-les-Bains (05079) | 18. Névache (05093)                    | 19. Pelvoux (05101)               | 20. Puy-Saint-André (05107)           |
| 21. Puy-Saint-Pierre (05109)      | 22. Puy-Saint-Vincent (05110)          | 23. Risoul (05119)                | 24. Ristolas (05120)                  |
| 25. La Roche-de-Rame (05122)      | 26. Réotier (05116)                    | 27. Saint-Chaffrey (05133)        | 28. Saint-Clément-sur-Durance (05134) |
| 29. Saint-Crépin (05136)          | 30. Saint-Martin-de-Queyrières (05151) | 31. Saint-Véran (05157)           | 32. La Salle les Alpes (05161)        |
| 33. Val-des-Prés (05174)          | 34. Vallouise (05175)                  | 35. Vars (05177)                  | 36. Les Vigneaux (05180)              |
| 37. Villar-Saint-Pancrace (05183) | 38. Villar-d'Arêne (05181)             |                                   |                                       |